# Certifications de Shania Twain
Cet article présente les certifications de Shania Twain.

## Album

### Studio

#### Shania Twain (1993)
| Pays        | Association  | Certification | Ventes/Équivalences | Année |
| ----------- | ------------ | ------------- | ------------------- | ----- |
| Canada      | Music Canada | 2x platine    | 200 000             | 1997  |
| États-Unis  | RIAA         | platine       | 1 000 000           | 1999  |
| Royaume-Uni | BPI          | argent        | 60 000              | 2013  |

#### The Woman in Me (1995)
| Pays        | Association  | Certification | Ventes/Équivalences | Année |
| ----------- | ------------ | ------------- | ------------------- | ----- |
| Australie   | ARIA         | 3x platine    | 210 000             | 2016  |
| Canada      | Music Canada | 2x diamant    | 2 000 000           | 1999  |
| États-Unis  | RIAA         | 12x platine   | 12 000 000          | 2000  |
| Royaume-Uni | BPI          | platine       | 300 000             | 2000  |

#### Come On Over (1997)
| Pays             | Association       | Certification | Ventes/Équivalences | Année |
| ---------------- | ----------------- | ------------- | ------------------- | ----- |
| Afrique du Sud   | CAIA              | 4x platine    | 200 000             | 2002  |
| Allemagne        | BVMI              | 3x or         | 450 000             | 2000  |
| Argentine        | CAPIF             | platine       | 60 000              | -     |
| Australie        | ARIA              | 25x platine   | 1 750 000           | 2022  |
| Autriche         | IFPI Austria      | or            | 25 000              | 1999  |
| Belgique         | BEA               | 3x platine    | 90 000              | 2007  |
| Brésil           | Pro-Musica Brasil | or            | 100 000             | 1999  |
| Canada           | Music Canada      | 2x diamant    | 2 000 000           | 2000  |
| Danemark         | IFPI Danmark      | 7x platine    | 140 000             | 2018  |
| États-Unis       | RIAA              | 20x platine   | 20 000 000          | 2004  |
| Europe           | IFPI Europe       | 7x platine    | 7 000 000           | 2001  |
| Finlande         | Musiikkituottajat | or            | 20 000              | 1999  |
| France           | SNEP              | platine       | 300 000             | 2000  |
| Japon            | RIAJ              | or            | 100 000             | 2001  |
| Mexique          | AMPROFON          | or            | 75 000              | 2002  |
| Norvège          | IFPI Norsk        | 6x platine    | 600 000             | 1999  |
| Nouvelle-Zélande | RMNZ              | 21x platine   | 315 000             | 2011  |
| Pays-Bas         | NVPI              | 5x platine    | 400 000             | 2002  |
| Royaume-Uni      | BPI               | 11x platine   | 3 300 000           | 2013  |
| Russie           | NFPF              | 5x platine    | 120 000             | -     |
| Suède            | GLF               | 3x platine    | -                   | 2000  |
| Suisse           | IFPI Switzerland  | 3x platine    | 150 000             | 2000  |
| Uruguay          | CUD               | or            | 3 000               | 2000  |

#### Up! (2002)
| Pays        | Association       | Certification | Ventes/Équivalences | Année |
| ----------- | ----------------- | ------------- | ------------------- | ----- |
| Allemagne   | BVMI              | 2x platine    | 400 000             | 2004  |
| Autriche    | IFPI Austria      | platine       | 30 000              | 2003  |
| Australie   | ARIA              | 2x platine    | 140 000             | 2003  |
| Belgique    | BEA               | or            | 25 000              | 2002  |
| Brésil      | Pro-Musica Brasil | platine       | 125 000             | 2005  |
| Canada      | Music Canada      | 2x diamant    | 2 000 000           | 2004  |
| États-Unis  | RIAA              | 11x platine   | 11 000 000          | 2004  |
| Europe      | IFPI Europe       | 2x platine    | 2 000 000           | 2003  |
| France      | SNEP              | platine       | 300 000             | 2004  |
| Japon       | RIAJ              | platine       | 200 000             | 2002  |
| Norvège     | IFPI Norsk        | 3x platine    | 120 000             | 2004  |
| Pays-Bas    | NVPI              | or            | 40 000              | 2003  |
| Pologne     | ZPAV              | or            | 20 000              | 2004  |
| Royaume-Uni | BPI               | 2x platine    | 600 000             | 2003  |
| Suède       | GLF               | platine       | -                   | 2005  |
| Suisse      | IFPI Switzerland  | 3x platine    | 120 000             | 2003  |

#### Now (2017)
| Pays        | Association  | Certification | Ventes/Équivalences | Année |
| ----------- | ------------ | ------------- | ------------------- | ----- |
| Canada      | Music Canada | platine       | 80 000              | 2017  |
| Royaume-Uni | BPI          | argent        | 60 000              | 2021  |

### Compilation

#### The Complete Limelight Sessions (1999)
| Pays        | Association | Certification | Ventes/Équivalences | Année |
| ----------- | ----------- | ------------- | ------------------- | ----- |
| Royaume-Uni | BPI         | argent        | 60 000              | 2013  |

#### Greatest Hits (2004)
| Pays             | Association       | Certification | Ventes/Équivalences | Année |
| ---------------- | ----------------- | ------------- | ------------------- | ----- |
| Australie        | ARIA              | 3x platine    | 210 000             | 2015  |
| Autriche         | IFPI Austria      | or            | 15 000              | 2004  |
| Belgique         | BEA               | or            | 15 000              | 2008  |
| Brésil           | Pro-Musica Brasil | or            | 50 000              | 2005  |
| Canada           | Music Canada      | 6x platine    | 600 000             | 2004  |
| Danemark         | IFPI Danmark      | or            | 20 000              | 2004  |
| États-Unis       | RIAA              | 4x platine    | 4 000 000           | 2008  |
| Europe           | IFPI Europe       | platine       | 1 000 000           | 2004  |
| Irlande          | IRMA              | 3x platine    | 45 000              | 2005  |
| Nouvelle-Zélande | Recorded Music NZ | 2x platine    | 30 000              | 2006  |
| Royaume-Uni      | BPI               | 3x platine    | 900 000             | 2019  |
| Suisse           | IFPI Switzerland  | platine       | 40 000              | 2004  |

## Single

### Any Man of Mine (1995)
| Pays             | Association       | Certification | Ventes/Équivalences | Année |
| ---------------- | ----------------- | ------------- | ------------------- | ----- |
| États-Unis       | RIAA              | 2x platine    | 2 000 000           | 2022  |
| Nouvelle-Zélande | Recorded Music NZ | platine       | 30 000              | 2024  |

### (If You're Not In It for Love) I'm Outta Here (1995)
| Pays      | Association | Certification | Ventes/Équivalences | Année |
| --------- | ----------- | ------------- | ------------------- | ----- |
| Australie | ARIA        | platine       | 70 000              | 1997  |

### Whose Bed Have Your Boots Been Under? (1995)
| Pays       | Association | Certification | Ventes/Équivalences | Année |
| ---------- | ----------- | ------------- | ------------------- | ----- |
| États-Unis | RIAA        | or            | 500 000             | 1995  |

### Love Gets Me Every Me (1997)
| Pays       | Association | Certification | Ventes/Équivalences | Année |
| ---------- | ----------- | ------------- | ------------------- | ----- |
| États-Unis | RIAA        | or            | 500 000             | 1997  |

### From This Moment On (1998)
| Pays             | Association       | Certification | Ventes/Équivalences | Année |
| ---------------- | ----------------- | ------------- | ------------------- | ----- |
| Australie        | ARIA              | 2x platine    | 140 000             | 1998  |
| États-Unis       | RIAA              | platine       | 1 000 000           | 2022  |
| Nouvelle-Zélande | Recorded Music NZ | platine       | 30 000              | 2023  |
| Royaume-Uni      | BPI               | or            | 400 000             | 2022  |

### Honey, I'm Home (1998)
| Pays       | Association | Certification | Ventes/Équivalences | Année |
| ---------- | ----------- | ------------- | ------------------- | ----- |
| États-Unis | RIAA        | or            | 500 000             | 2020  |

### That Don't Impress Me Much (1998)
| Pays             | Association       | Certification | Ventes/Équivalences | Année |
| ---------------- | ----------------- | ------------- | ------------------- | ----- |
| Allemagne        | BVMI              | or            | 250 000             | 1999  |
| Australie        | ARIA              | 2x platine    | 140 000             | 1999  |
| Autriche         | IFPI Austria      | or            | 25 000              | 1999  |
| Belgique         | BEA               | or            | 25 000              | 1999  |
| États-Unis       | RIAA              | platine       | 1 000 000           | 2020  |
| Norvège          | IFPI Norsk        | or            | 10 000              | 1999  |
| Nouvelle-Zélande | Recorded Music NZ | platine       | 30 000              | 2021  |
| Royaume-Uni      | BPI               | 2x platine    | 1 200 000           | 2022  |
| Suède            | GLF               | platine       | 30 000              | 1999  |

### You're Still the One (1998)
| Pays             | Association       | Certification | Ventes/Équivalences | Année |
| ---------------- | ----------------- | ------------- | ------------------- | ----- |
| Australie        | ARIA              | platine       | 70 000              | 1998  |
| Danemark         | IFPI Danmark      | or            | 45 000              | -     |
| Espagne          | PROMUSICAE        | or            | 30 000              | 2024  |
| États-Unis       | RIAA              | 2x platine    | 2 000 000           | 2011  |
| Nouvelle-Zélande | Recorded Music NZ | 2x platine    | 60 000              | 2023  |
| Royaume-Uni      | BPI               | platine       | 600 000             | 2020  |

### Man! I Feel Like a Woman! (1999)
| Pays             | Association       | Certification | Ventes/Équivalences | Année |
| ---------------- | ----------------- | ------------- | ------------------- | ----- |
| Australie        | ARIA              | platine       | 70 000              | 1999  |
| Belgique         | BEA               | or            | 25 000              | 2000  |
| Espagne          | PROMUSICAE        | or            | 30 000              | 2024  |
| États-Unis       | RIAA              | 2x platine    | 2 000 000           | 2020  |
| Nouvelle-Zélande | Recorded Music NZ | 3x platine    | 90 000              | 2024  |
| Royaume-Uni      | BPI               | platine       | 600 000             | 2018  |

### I'm Gonna Getcha Good (2002)
| Pays             | Association       | Certification | Ventes/Équivalences | Année |
| ---------------- | ----------------- | ------------- | ------------------- | ----- |
| Australie        | ARIA              | or            | 35 000              | 2002  |
| États-Unis       | RIAA              | or            | 500 000             | 2021  |
| Nouvelle-Zélande | Recorded Music NZ | or            | 15 000              | 2023  |
| Royaume-Uni      | BPI               | argent        | 200 000             | 2021  |

### Forever and For Aways (2003)
| Pays             | Association       | Certification | Ventes/Équivalences | Année |
| ---------------- | ----------------- | ------------- | ------------------- | ----- |
| États-Unis       | RIAA              | platine       | 1 000 000           | 2021  |
| Nouvelle-Zélande | Recorded Music NZ | or            | 15 000              | 2024  |

### Ka-Ching! (2003)
| Pays      | Association  | Certification | Ventes/Équivalences | Année |
| --------- | ------------ | ------------- | ------------------- | ----- |
| Allemagne | BVMI         | or            | 150 000             | 2003  |
| Autriche  | IFPI Austria | or            | 20 000              | 2003  |

### Party For Two (2004)
| Pays       | Association | Certification | Ventes/Équivalences | Année |
| ---------- | ----------- | ------------- | ------------------- | ----- |
| États-Unis | RIAA        | or            | 500 000             | 2005  |

## Vidéo

### The Woman in Me (1995)
| Pays       | Association | Certification | Ventes/Équivalences | Année |
| ---------- | ----------- | ------------- | ------------------- | ----- |
| États-Unis | RIAA        | platine       | 100 000             | 1996  |

### The Complete Woman in Me Video Collection (1996)
| Pays       | Association | Certification | Ventes/Équivalences | Année |
| ---------- | ----------- | ------------- | ------------------- | ----- |
| États-Unis | RIAA        | platine       | 100 000             | 1999  |

### Come On Over: Video Collection (1999)
| Pays       | Association | Certification | Ventes/Équivalences | Année |
| ---------- | ----------- | ------------- | ------------------- | ----- |
| États-Unis | RIAA        | platine       | 100 000             | 2004  |

### Live (1999)
| Pays        | Association       | Certification | Ventes/Équivalences | Année |
| ----------- | ----------------- | ------------- | ------------------- | ----- |
| Brésil      | Pro-Musica Brasil | or            | 25 000              | 2005  |
| États-Unis  | RIAA              | platine       | 100 000             | 1999  |
| Royaume-Uni | BPI               | 2x platine    | 100 000             | 2013  |

### VH1 Behind the Music: Shania Twain (1999)
| Pays       | Association | Certification | Ventes/Équivalences | Année |
| ---------- | ----------- | ------------- | ------------------- | ----- |
| États-Unis | RIAA        | platine       | 100 000             | 1999  |

### The Platinum Collection (2001)
| Pays        | Association       | Certification | Ventes/Équivalences | Année |
| ----------- | ----------------- | ------------- | ------------------- | ----- |
| Brésil      | Pro-Musica Brasil | or            | 25 000              | 2005  |
| États-Unis  | RIAA              | platine       | 100 000             | 2004  |
| Royaume-Uni | BPI               | 2x platine    | 100 000             | 2013  |

### The Specials (2001)
| Pays        | Association       | Certification | Ventes/Équivalences | Année |
| ----------- | ----------------- | ------------- | ------------------- | ----- |
| Brésil      | Pro-Musica Brasil | or            | 25 000              | 2005  |
| Royaume-Uni | BPI               | or            | 25 000              | 2013  |

### Up! Live in Chicago (2003)
| Pays             | Association       | Certification | Ventes/Équivalences | Année |
| ---------------- | ----------------- | ------------- | ------------------- | ----- |
| Australie        | ARIA              | platine       | 15 000              | 2004  |
| Brésil           | Pro-Musica Brasil | or            | 25 000              | 2005  |
| États-Unis       | RIAA              | platine       | 100 000             | 2004  |
| Nouvelle-Zélande | Recorded Music NZ | platine       | 5 000               | 2005  |
| Royaume-Uni      | BPI               | or            | 25 000              | 2013  |

### Up! Close and Personal (2004)
| Pays             | Association       | Certification | Ventes/Équivalences | Année |
| ---------------- | ----------------- | ------------- | ------------------- | ----- |
| États-Unis       | RIAA              | platine       | 100 000             | 2004  |
| Nouvelle-Zélande | Recorded Music NZ | or            | 2 500               | 2008  |
| Royaume-Uni      | BPI               | or            | 25 000              | 2013  |